# Сёмино (Березники)
Сёмино — бывшая деревня, вошедшая в состав города Березники Пермского края.

## История
Д. Сёмино расположена на правом берегу р. Зырянка, в 10 км от впадения в Каму.
Известна с 1579 г. как починок Бурундуков. В 1623—1624 гг. — «починок Важгорт на речке Зырянке, что был починок Бурундуков». В 1700 г. уже деревня Сёмина. Упоминается в «Переписной книге Алексея Никеева» в 1710 г., обозначена на карте-двухверстовке 1790 года.
В начале XX века в поселке 14 дворов, 81 жит.
В 1950-е годы деревня перешла под управление Березниковского городского Совета. В С. имелся кирпичный и кожевенный заводы Горпромкомбината, клуб БСЗ (позднее — клуб пос. Сёмино, закрытый в 1980-х годах). До 1975 года работала начальная школа № 14, до середины 1980-х — почтовое отделение «Березники-9» (в настоящее время перенесено в правобережный район).
В 1970 году в С. проживали 6414 чел.
Современные условные границы С. определяются улицами Свердлова, Пятилетки, 30 лет Победы и Семинской.

## Городище Сёминское (IX—XIV вв.; XVII в.), памятник археологии федерального значения
Расположено на южном берегу первого городского пруда, напротив мкр. Сёмино. Выявлено в 1956 г. И. Ф. Коноваловым. Обследовано А. Ф. Мельничуком в 1977 и 1999 гг.. Площадь городища 6 тыс. м².
В южной части городища сохранились остатки вала. В нижней части культурного слоя (IX—XIV вв.) найдены шумящие подвески, антропоморфный бронзовый идол, фрагменты сосудов родановской культуры.
В верхней части — русские вещи XVII в.: наконечник копья, бердыш, фрагменты изразцов.

## Документы
В Усольском уезде в 1579 году уже существовали следующие погосты, починки, деревни и займища:
Деревня Остяцкая, на реке Черной.
Деревня Черная, на протоке Черном.
Починок Усова, за р. Черной.
Деревня Тонкова, на роднике.
Деревня Подойницына или Пичушина, на овраге.
Починок Воронихина.
Починок Спирин, на роднике, впоследствии деревня Шубина.
Деревня Тресеницына, на роднике.
Починок Пычатовский (Нытвчевский).
Деревня Качергина, на роднике.
Деревня Таева.
Починок Чувашев
Деревня Зырянова, на роднике.
Починок Жираднев, впоследствии деревня Сылва, на реке Сылве.
Займище, посадскаго человека Гришки Иванова, где ныне деревня Тетерина, на реке Каме
Починок Памятова или Белкин, на реке Каме, вверху Лысьвенского озерка.
Деревня Бердникова,
Деревня Зубковская,
Деревня Кулаковская
Займище Кондрашки Леонтьева.
Деревня Боровая.
Деревня Чертеж
Деревня Селище.
Деревня Григорова.
Деревня Зырянка.
Починок Тимашев.
Деревня Шмакова.
Починок Абрамов
Починок Бурундуков

1579 г — населенные места Перми за Строгановыми за Семеном и племянником его, Максимом, в Перми Великой
Починок Вижгорт, на реке на Зырянке, что был починок же Бурундуков, а в нем:
двор Ондрюшка, Фомин сын, Мальцов с братом — с Михалком;
пашни пахатныя худыя земли 3 чети, да перелогом 2 чети в поле, а в дву потому ж; лесу пашеннаго 5 десят.; сена, по речке по Зырянке, 25 копен.
Погост Зырянка — Усольский уезд. Соликамские Писцовые книги письма и меры Михаила Кайсарова 1623—1624 г.
Деревня Семина на речке Зырянке что был починок Важгорт на Каликашине а в ней крестьян
Во дворе Иван 60 Родион 45 Семен 40 Захар 30 лет Степановы дети Мальцовы у Ивана жена Федосья Матфеева дочь 43 лет у негож дочь девка Анисья 3 лет у Родиона жена Агафья Иванова дочь 40 лет у негож детей Василей 20 Степан 11 лет да две дочери девки Матрона 14
(л.31) Агрофена 2 лет у Семена жена Наталья Григорьева дочь 40 лет у негож детей Никон 10 Степан 8 Матфей 3 лет да дочь девка Арина 5 лет у Захара жена Прасковья Семнова дочь 30 лет у негож детей сын Лукьян 7 лет да две дочери девки Катерина 12 Матрёна 3 лет а что де в отказных книгах написан у них брат Дорофей и такова де имянем брата у них не было и вместо ево Дорофея написан выше писанной Родион а что де написан-ж Наум Михайлов сын Кропачев и в 701-м году он Наум от них отшед живет в Сухановой деревне
Во дворе Артемей 42 лет Максим 30 лет Прокофьевы дети Мальцовы у Артемья жена Авдотья Прокофьева дочь 30 лет у негож детей сын Родион 2 лет да дочь девка Катерина 6 лет да пасынок Иван Федотов сын Безукладников 6 лет у Максима жена Авдотья Лукина дочь 25 лет у негож детей сын Василей году да дочь девка Прасковья 3 лет у них ж мать вдова Авдотья Васильева дочь 67 лет а что де в отказных книгах написаны с ними братья их Федот да Корнило да Артемьев сын Григорей и Федот в 701-м а Корнило в 702-м а Григорей в 705-м году померли
Во дворе Степан Иванов сын Мальцов
(л.31об.) 68 лет у него жена Арина Абросимова дочь 45 лет у негож детей Никита 30 Прокопей 25 Семен 4 лет у Никиты жена Марина Григорьева дочь 20 лет да у них же брат родной Прохор 65 лет у него жена Марфа Иванова дочь 50 лет у негож детей Андрон 7 Петр 2 лет Прохор уроженец тогож села и жил своим двором и тот ево двор в 701-м году весь розвалился и ныне он с того числа все живет у Степана Мальцова а что де написан с ним Степаном сын Дмитрей и в 705-м году он Дмитрей умре
Во дворе Андрей 42 Антон 37 лет Трофимовы дети Мальцовы у Андрея жена Каптелина Семенова дочь 30 лет у негож детей сын Семен 12 лет да дочь девка Василиса 5 лет у Антона жена Ульяна Логинова дочь 30 лет у негож дочь девка Марья 10 лет а что де в отказных книгах написано с ними брат Дей и такова де брата у них не бывало то де написан напрасно живут они во дворе отца своего Трофима Анисимова сына Мальцова и в 703-м году он Трофим умре
Во дворе Федор Григорьев сын Неклюдов 50 лет у него
(л.32) жена Степанида Андреева дочь 37 лет у негож детей Аника 12 Василей 4 лет да дочь девка Палагея 7 лет да мать вдова Устинья Андреева дочь 70 лет
Да в той же деревне

Двор пуст Прохора Исакова сына Мальцова а он Прохор живет в той же деревне на подворничестве у брата своего родного у Степана Мальцова с 705-го году
Продолжение переписной книги «Перепись 1710 года: Сибирская губерния: Соликамский уезд: Переписная книга 1711 года вотчин именитого человека Г. Д. Строганова переписи дьяка Сибирского приказа Алексея Никеева».
Без начала. Скреплена подписью: «Дьяк Алексей Никеев» (РГАДА. Ф.214. Оп.1. Д.1497).